# Episodi de L'amore e la vita - Call the Midwife (quinta stagione)
La quinta stagione della serie televisiva L'amore e la vita - Call the Midwife è stata trasmessa dal 17 gennaio al 6 marzo 2016 su BBC One, preceduta il 25 dicembre 2015 dallo Speciale Natalizio.
In Italia la stagione è stata interamente pubblicata su Netflix il 1º ottobre 2016.
| nº | Titolo                  | Prima TV UK      | Pubblicazione Italia |
| -- | ----------------------- | ---------------- | -------------------- |
| CS | Speciale Natalizio 2015 | 25 dicembre 2015 | 1º ottobre 2016      |
| 1  | Episodio 1              | 17 gennaio 2016  | 1º ottobre 2016      |
| 2  | Episodio 2              | 24 gennaio 2016  | 1º ottobre 2016      |
| 3  | Episodio 3              | 31 gennaio 2016  | 1º ottobre 2016      |
| 4  | Episodio 4              | 7 febbraio 2016  | 1º ottobre 2016      |
| 5  | Episodio 5              | 14 febbraio 2016 | 1º ottobre 2016      |
| 6  | Episodio 6              | 21 febbraio 2016 | 1º ottobre 2016      |
| 7  | Episodio 7              | 28 febbraio 2016 | 1º ottobre 2016      |
| 8  | Episodio 8              | 6 marzo 2016     | 1º ottobre 2016      |